# Call of Duty Elite
Call of Duty Elite — система, созданная специально для игр серии Call of Duty и предназначенная для предоставления различных сервисов пользователям игр серии.
Платформа разрабатывалась студией Beachhead Studios, специально приобретённой для этого издательством Activision и была анонсирована 31 мая 2011 года.
Вице-президент компании Activision заявил, что подобные сервисы в скором будущем станут «насущной потребностью» для всех широко распространённых игр.
Изначально подписка на сервисы Call of Duty Elite делилась на платную и бесплатную. Данная модель просуществовала год, а начиная с 13 ноября 2012 года доступ ко всем сервисам Call of Duty Elite стал бесплатным.
28 февраля 2014 года сервис был закрыт.

## Бета версия
Запуск бета-версии сервиса для пользователей консолей Playstation 3 и XBox 360 был запланирован на 14 июля 2011 года. С момента начала сбора заявок на участие в бета-тестировании на 14 июня 2011 года было подано 2 млн запросов на участие. Перед официальным запуском бета-тестирование сервиса Activision начала рассылать пользователям, выбранным из общего числа заявок для участия в программе, письма со ссылкой на опрос, содержание которого не раскрывается. 14 июля 2011 года начата подготовка к рассылке первых приглашений на участие в бета-тестировании.
14 июля 2011 года бета-тестирование сервиса официально запущено. Приглашения на участие в тестировании рассылались в течение нескольких недель после официального начала тестирования. Сначала доступ был предоставлен пользователям консоли Xbox 360, с 17 сентября 2011 года начали рассылаться приглашения пользователям Playstation 3. Доступ к бета версии пользователям PC будет предоставлен не раньше осени 2011 года.
18 октября 2011 года бета-тестирование сервиса Call of Duty Elite закончилось.

## Презентация (мероприятие Call of Duty: XP)

Подготовка площадки для игры в пейнтбол, которая в реальную величину воспроизводит карту Scrapyard (Свалка самолётов) из Call of Duty: Modern Warfare 2

30 июня 2011 года объявлено мероприятие Call of Duty: XP, которое прошло в Лос-Анджелесе со 2 сентября по 3 сентября 2011 года. Стоимость билета на мероприятие составляла 150 долларов США. Билеты поступили в продажу начиная с 19 июля 2011 года. На Call of Duty: XP были представлены:
- полный анонс сервисов Call of Duty Elite;
- многопользовательский режим Call of Duty: Modern Warfare 3;
- чемпионат по Call of Duty: Black Ops с призовым фондом 1 млн долларов США (позже выяснилось, что чемпионат будет проводиться по игре Call of Duty: Modern Warfare 3[14]).

14 июля 2011 года опубликована более подробная информация о мероприятии Call of Duty: XP. Вход разрешён только лицам старше 18 лет. Все деньги, собранные с продажи билетов поступят в фонд помощи возвращения солдат, вернувшихся из горячих точек, к обычной жизни. Билеты отпускаются по 2 штуки в одни руки и не подлежат передаче третьим лицам — при покупке необходимо указать имя, фамилию, которые будут проверяться при входе на мероприятие. В турнире примут участие 32 команды по 4 человека в каждой, розыгрыш будет производиться по правилу single elimination (проиграл — вылетел), команда, занявшая первое место, получит 400.000 долларов США. Место проведения Call of Duty: XP: Playa Vista, Лос-Анджелес, Калифорния.
3 августа 2011 года была опубликована программа мероприятия:
- спонсор мероприятия — Xbox 360;
- участники турнира будут соревноваться в игре Call of Duty: Modern Warfare 3 (не Call of Duty: Black Ops, как считалось ранее), отборочные турниры же проводились именно в игре Call of Duty: Black Ops;
- команда победитель турнира получает приз 400.000 долларов США;
- после главного выступления на мероприятии все участники смогут поиграть в Call of Duty: Modern Warfare 3 и другие игры серии;
- на мероприятии будет представлено коллекционное издание Call of Duty: Modern Warfare 3, изображение которое ранее опубликовал в своём профиле Twitter Роберт Боулинг[16], каждый участник получит код для получения этого издания бесплатно;
- всем участникам мероприятия продемонстрируют новые возможности сервиса, которые в данный момент находятся в разработке;
- среди выступающих заявлен Уилл Арнетт (англ. Will Arnett);
- живое представление от коллектива We Can Pretend, засветившегося ранее с роликами на тематику Call of Duty[17]. Новый ролик выложен в сеть после премьерного показа в рамках Call of Duty XP[18];
- возможность поиграть в пейнтбол на воссозданной в реальную величину карте Scrapyard (Свалка самолётов) из Call of Duty: Modern Warfare 2 (позже был выложен специально подготовленный ролик с участием Марисы Миллер и Ника Суордсона с фрагментами игры на этой площадке[19]);
- возможность самому пройти воссозданный в реальности уровень из однопользовательской кампании Call of Duty: Modern Warfare 2 под названием The Pit;
- перемещение по площади мероприятия с использованием военной тарзанки (на официальном канале YouTube серии игр Call of Duty выложен специальный ролик, объясняющий, как пользовалься тарзанкой[20]);
- сумо-сражения в костюмах Джаггернаута (в сети доступны видео различных боёв посетителей между собой[21]);
- еда и напитки будут продаваться в известных всем Burger Town точках на территории проведения мероприятия;
- возможность посетить музей снаряжения и оружия Call of Duty: Modern Warfare 2, в котором также будут представлены концепт зарисовки к игре (после презентации в сети стали доступны фото-репортажи из музея[22]).

Презентации и соревнования проходят в различных павильонах мероприятия, за посещение каждого отдельного павильона посетители получали специальные нашивки.
26 августа 2011 года на официальном YouTube канале серии игр Call of Duty размещен ролик-трейлер о мероприятии Call of Duty XP.
31 августа 2011 года Роберт Боулинг сообщил в своем профиле Twitter, что он готовит видео о подготовке к мероприятию Call of Duty XP, а позже в этот же день этот ролик, в котором Роберт Боулинг показывает и рассказывает о самых интересных местах и соревнованиях, которые можно будет посетить в ходе мероприятия Call of Duty XP, выложен в сеть.
2 сентября 2011 года опубликован официальный видео-трейлер многопользовательской игры Call of Duty: Modern Warfare 3. Ролик размещён в скрытом разделе на официальном канале YouTube серии игр Call of Duty. Из-за преждевременной утечки ссылки на видео в сеть оно почти сразу же было удалено, но успевшие увидеть этот ролик пользователи сохранили его и перевыложили заново.
В 2012 году Activision отказалась от идеи проводить второе мероприятие Call of Duty XP, сообщив, что акцент в этом году у издателя сделан на выставку gamescom и именно на ней игрокам следует ожидать громких новостей о новой игре серии Call of Duty. В то же время издатель не исключает вероятности будущих мероприятий Call of Duty XP.

### Розыгрыш билетов
В конце августа 2011 года менеджер студии Treyarch по связям с общественностью Джош Олин (англ. Josh Olin) ездил по Санта-Монике, размещал в своём профиле Twitter своё местоположение и те, кто успевал подойти к тому месту и найти его, получали бесплатный билет на мероприятие Call of Duty XP.
На постоянной основе проводится розыгрыш билетов на Call of Duty XP среди пользователей сервиса Twitter, которые следуют за официальными журналами Джоша Олина и студии Treyarch. Пользователи должны были разместить в своём журнале определённое сообщение, затем случайным образом представители студии выбирали победителя. Розыгрыш проводится только среди жителей США.

### Приглашенные артисты
В конце августа стало известно, что закроет мероприятие своим выступлением Kanye West. А на открытии выступит группа Dropkick Murphys.

### Победители турнира по Call of Duty: Modern Warfare 3
Победителем турнира по игре Call of Duty: Modern Warfare 3 и обладателем главного приза стала команда Optic, позже принявшая участие в одном из эпизодов первого сезона шоу Friday Night Fights, доступного для просмотра только обладателям платной подписки Call of Duty Elite.

## Сервисы Call of Duty Elite

### Бесплатные сервисы
Подписавшись на бесплатную часть сервиса Call of Duty Elite, подписчик получает следующее (список составлен на основе пресс релиза от Activision):
- всевозможную статистику по игре (данные о всех играх пользователя, его текущий уровень, данные по используемому оружию и т. д.);
- советы по стратегии игры на различных картах;
- детальные описания перков и их версий в играх серии;
- описание оружия игры и варианты его наиболее эффективного применения;
- следить за прогрессом своих друзей в игре;
- возможность составлять собственные таблицы лидеров, состоящие из своих друзей;
- возможность размещать собственные видео и делиться ими с друзьями;
- интеграцию с Facebook;
- возможность найти новых друзей, вступив в группы игроков, основанных на общих интересах;
- возможность создать собственный клан, пригласив в него своих друзей;
- статистика по играм в режиме Spec Ops (поддержка объявлена на выставке gamescom в августе 2011 года[38]).

Доступ к своим данным в системе игроки могут получить напрямую из игры, с сайта сервиса или из приложения для мобильных телефонов, работающих под управлением Apple iOS или Android. Менеджер по связям с общественностью студии Infinity Ward Роберт Боулинг (англ. Robert Bowling) сообщил, что со своего мобильного пользователи так же смогут менять настройки своих классов в игре.

### Платные сервисы
Стоимость годовой подписки на сервис Call of Duty Elite составляет 49.95$ в США. Пользователи, купившие коллекционное издание игры Call of Duty: Modern Warfare 3 получают годовую подписку на право пользования сервисом бесплатно. Купившие платную подписку пользователи получают:
- ежемесячное обновление в виде карт для многопользовательской игры (одна или несколько карт в месяц), которые обычные пользователи сервиса смогут купить позже и только в виде набора карт, выходящего раз в квартал (для Call of Duty: Modern Warfare 3 планируется выпустить 20 дополнительных карт);
- клан, состоящий из игроков с платной подпиской, имеет свой уровень, уникальные эмблемы и карточки игрока, как и игрок в многопользовательской игре;
- в 8 раз больше места на серверах компании для размещения своих игровых видео;
- право участия в различных соревнованиях, проводимых в рамках Call of Duty Elite;
- доступ к эксклюзивным видео на тематику игр Call of Duty (набор видео-каналов под названием Elite TV);
- подробное описание всех многопользовательских карт игры, всего оружия и дополнительных модулей к нему;
- доступ к шоу Friday Night Fights, находящееся под руководством Ридли Скотта, в котором соперники в реальной жизни сразятся друг против друга в игре Call of Duty: Modern Warfare 3 (например, пожарные против полицейских, демократы против республиканцев).

#### Friday Night Fights
Старт шоу Friday Night Fights изначально был запланирован на 11 ноября 2011 года, но позже перенесён на конец ноября 2011 года. 24 ноября 2011 года объявлено, что первый выпуск шоу будет выложен 25 ноября 2011 года и вместо режима Kill Confirmed (подтверждённое убийство) бой будет проводиться в режиме Domination (подавление). Во втором эпизоде шоу, которое появилось на сайте 2 декабря 2011 года, битва проходит между рэперами и рокерами. На стороне первых выступает The Game со своей командой, а на стороне рокеров — Jack Osbourne и Good Charlotte. Набор участников на второй сезон шоу начался в начале января 2012 года. Начиная со второго сезона ведущей шоу стала iJustine.
| Сезон/Эпизод | Сезон/Эпизод | Дата       | Участники                                                       | Режим            | Карта       | Победитель                | Счёт                                                                                            |
| ------------ | ------------ | ---------- | --------------------------------------------------------------- | ---------------- | ----------- | ------------------------- | ----------------------------------------------------------------------------------------------- |
|              | S01E01       | 25.11.2011 | Армия США vs Военно-морские силы США                            | Domination       | Interchange | Армия США                 | 2:0                                                                                             |
|              | S01E02       | 02.12.2011 | Рэпер The Game vs рокеры Jack Osbourne и Good Charlotte         | Kill Confirmed   | Village     | Рокеры                    | 2:1, дополнительный раунд                                                                       |
|              | S01E03       | 09.12.2011 | Звёзды NBA: Дуайт Ховард vs Джон Уолл                           | Team Deathmatch  | Resistance  | Дуайт Ховард              | 2:0                                                                                             |
|              | S01E04       | 16.12.2011 | Команды PRO-геймеров девушек: Cali's Angels vs Girls Gone Ghost | Capture The Flag | Dome        | Cali's Angels             | 2:1, дополнительный раунд                                                                       |
|              | S01E05       | 23.12.2011 | iJustine vs Мишель Родригес                                     | Team Deathmatch  | Underground | iJustine                  | 2:0 + дополнительный 1 на 1 раунд Team Deathmatch на Dome: Michelle Rodriguez vs. iJustine, 7:7 |
|              | S01E06       | 31.12.2011 | Команды PRO-геймеров: Obey vs Optic                             | Kill Confirmed   | Hardhat     | Optic                     | 2:0                                                                                             |
|              | S01E07       | 07.01.2012 | Пожарные vs Полицейские                                         | Capture The Flag | Carbon      | Пожарные                  | 2:0                                                                                             |
|              | S01E08       | 14.01.2012 | Бостонцы vs Нью-Йоркцы                                          | Kill Confirmed   | Arkaden     | Бостонцы                  | 2:0                                                                                             |
|              | S02E01A      | 11.05.2012 | Военно-воздушные силы США vs Корпус морской пехоты США          | Capture The Flag | Piazza      | Корпус морской пехоты США | 1:0                                                                                             |
|              | S02E01B      | 11.05.2012 | Военно-воздушные силы США vs Корпус морской пехоты США          | Team Deathmatch  | Piazza      | Корпус морской пехоты США | 1:0                                                                                             |
|              | S02E02       | 18.05.2012 | Команда Ark Angel vs команда Illusion                           | Kill Confirmed   | Overwatch   | Illusion                  | 2:0                                                                                             |
|              | S02E03A      | 25.05.2012 | Команда девушек We’re Actually Guys vs команда парней Randys    | Headquarters     | Black Box   | NA                        | 1:1                                                                                             |
|              | S02E03B      | 25.05.2012 | Команда девушек We’re Actually Guys vs команда парней Randys    | Headquarters     | Hardhat     | We’re Actually Guys       | 1:0                                                                                             |

#### Канал Noobtube
Канал посвящён смешным моментам, возникающим в играх Call of Duty, предоставляемый материал состоит из присланных игроками фрагментов записей игрового процесса. Лучшие эпизоды попадают в выпуск.

#### Статус основателя Call of Duty Elite
Статус основателя получили все игроки, приобретшие платную подписку на Call of Duty Elite и/или коллекционное издание игры Call of Duty: Modern Warfare 3, и активировавшие её до 30 ноября 2011 года. Изначально срок, в течение которого необходимо было активировать платную подписку, был ограничен одной неделей с даты начала официальных продаж игры, но из-за неспособности серверов выдержать наплыв игроков временной отрезок был увеличен. В конце ноября объявлено, что срок, в течение которого можно получить статус основателя, продлён ещё на 2 недели — до 13 декабря 2011 года.
Статус основателя даёт доступ к дополнительным бейджам в игре, уникальному значку в веб версии Call of Duty Elite и дополнительные 500 XP к клану, к которому основатель решит присоединиться (действует только один раз).

### Отмена платной подписки Call of Duty Elite
В середине октября 2012 года появилась информация, что для игры Call of Duty: Black Ops II готовится 4 DLC-дополнения, в которые будут входить как новые карты для многопользовательской игры, так и для режима борьбы с зомби. Модель распространения предлагается отличная от той, что был реализована в Call of Duty: Black Ops и Call of Duty: Modern Warfare 3. Доступ к новым картам предполагается предоставлять не по факту наличия платного аккаунта в сервисе Call of Duty Elite, а по сезонному допуску ко всем наборам карт, который приобретается отдельно от игры за отдельную плату, либо в виде отдельных наборов карт, когда игрок сам выбирает какой набор ему покупать, а какой нет, но в этом случае стоимость каждого отдельного набора будет выше, чем в случае приобретения всех 4 наборов заранее. Возможно в сервисе Call of Duty Elite будут убраны платные аккаунты. Практически сразу же эта информация подтвердилась — с момента выхода Call of Duty: Black Ops II доступ ко всем сервисам Call of Duty Elite, включая те, что раньше были платными, становится бесплатным. Activision выпускает рекламный трейлер, рассказывающий об изменениях в сервисе. В рамках подготовки к переходу на бесплатную основу длительность действия платных аккаунтов, приобретённых для Call of Duty: Modern Warfare 3, продлена до марта 2013 года.

## Официальный запуск и поддержка сервиса
Запуск сервиса Call of Duty Elite был изначально запланирован на 8 ноября 2011 года — дата выхода игры Call of Duty: Modern Warfare 3. Примерно за неделю до поступления игры в продажу объявлено, что версия сервиса для PC не будет доступна в первый же день начала продаж, так как студия BeachHead считает данную платформу очень уязвимой, поэтому, например, соревнования, которые проводятся среди игроков, на PC могут быть выиграны нечестно. Новая дата доступности сервиса для персональных компьютеров не была названа.
7 ноября 2011 года выпущены бесплатные приложения Call of Duty: Elite для приставок Playstation 3 и Xbox 360.
8 ноября 2011 года сервис официально запущен и практически сразу же становится недоступен из-за большого количество игроков, желающих зарегистрироваться и воспользоваться услугами сервиса. Представители Beachhead Studios сообщают, что работают над восстановлением работоспособности Call of Duty: Elite.
10 ноября 2011 года Beachhead Studios сообщает, что ситуация с работой Call of Duty Elite улучшается, но всё ещё есть проблемы со входом в систему. Всем обладателям платной подписки на услуги сервиса Activision дополнительно и бесплатно продлевает подписку ещё на один месяц.
В разделе FAQ по Call of Duty Elite опубликована информация о том, что:
- Пользователи консолей Xbox 360 будут получать новые карты раньше пользователей Playstation 3 независимо от статуса подписки на сервис;
- Приложения для iPhone, iPad и Android устройств будут выложены позже, так как из-за нестабильной работы сервиса разработчики не хотят загружать его ещё больше.

В феврале 2012 года CEO Activision Эрик Хиршберг рассказал о подготовке к запуску сервиса: трудности возникли ещё на этапе подготовки сервиса, так как уже сформировавшееся вокруг игр серии Call of Duty сообщество игроков, которые покупают только игру, достаточно сложно смотивировать для покупки чего-то дополнительного. Компания решила с самого начала рассказать игрокам, что большинство опций будут бесплатны, но будут и платные аккаунты с дополнительными возможностями. Тут была ещё одна сложность — сделав заявление, компания не могла показать ни одной дополнительной возможности сервиса, так как они находились в разработке и были завязаны на код игры Call of Duty: Modern Warfare 3, которая на тот момент ещё не вышла в продажу. Хиршберг вспоминает, что то лето было одним из самых жарких для него, так как сочетание Call of Duty + платная подписка = ад в блогах. Другим сложным решением было решение выпустить бета-версию сервиса, опять-таки из-за завязки на готовящуюся к выходу игру позволили показать небольшой функционал с текущей на тот момент последней игре серии Call of Duty: Black Ops. Риск состоял в том, что первое впечатление от не до конца готового сервиса может оттолкнуть потенциальных пользователей. Хиршберг признаёт, что даже на текущий момент с хорошими цифрами подписчиков далеко не всё идеально и компании ещё многое предстоит сделать для доведения сервиса до должного уровня.
По состоянию на вторую половину апреля 2012 года сервис до сих по недоступен на территории Японии, что связано со сложностями локализации.
В начале мая 2012 года появился слух, что компания Sony рассматривает возможность включения доступа к платному контенту сервиса Call of Duty Elite в стоимость подписки на PlayStation Plus.
Обновление интерфейса и добавление функционала в Call of Duty Elite произведено 27 сентября 2012 года в рамках подготовки сервиса к выпуску игры Call of Duty: Black Ops II.
Обновление графика следующего сезона опубликовано 9 ноября 2012 года перед запуском Call of Duty: Black Ops II.

### Call of Duty Elite для PC
Из-за огромного количества возможностей подделать результаты матчей версия сервиса для платформы PC отложена студией на неопределённое время. Студия сообщает, что работает в этом направлении, но не сообщает никаких точных дат. Спустя пару недель после выхода игры Call of Duty: Modern Warfare 3 в продажу представитель студии сообщил, что в обозримом будущем для игроков на PC не предвидится доступ и к платному контенту, студия сфокусирована на обеспечении доступа хотя бы к бесплатным функциям для PC-сообщества. В середине марта 2012 года представитель Activision сообщил, что команда всё ещё работает над версией для PC и эта разработка действительно является очень и очень сложной. Представитель также сказал, что не может сообщить даже приблизительную дату доступности сервиса для этой платформы.

### Кланы в Call of Duty Elite
Впервые для серии игр Call of Duty студия BeachHead заявила поддержку кланов. Клан, как и игрок, имеет свой уровень. Игроки, объединяясь в кланы и выполняя определённые задания, зарабатывают очки опыта для своего клана, тем самым повышая уровень клана. Участники со статусом Founder (Основатель), присоединяясь к клану, прибавляют к его уровню 500 очков опыта. Данное действие возможно сделать только 1 раз, впервые присоединившись. По мере роста уровня клана открываются дополнительные возможности для участников клана: например, отображение произвольного текста на значке участника, получение двойного опыта, эксклюзивные значки для отображения в многопользовательской игре.
Поддержка кланов не была реализована студией BeachHead к моменту запуска игры Call of Duty: Modern Warfare 3. В сервисе была только возможность создать клан и присоединиться к клану. Анонс поддержки заданий/соревнований для кланов анонсирован в начале февраля 2012 года, в официальном журнале twitter студии размещено сообщение, что функционал находится на финальной стадии тестирования. Официально поддержка заданий/операций для кланов стала доступна 22 февраля 2012 года.

### Приложения для мобильных операционных систем
Изначально планировалось выпустить приложения Call of Duty Elite для Android и iOS практически сразу же после выхода игры Call of Duty: Modern Warfare 3 в продажу, но из-за неспособности серверов выдержать нагрузку от наплыва игроков релиз приложений был отложен. Новая дата, озвученная в официальном журнале сервиса twitter, — конец ноября 2011 года, которая также не была соблюдена. В конце декабря 2011 года сообщено, что приложения Call of Duty Elite для Android и iOS (первой появится версия для iPhone, а позже — для iPad) находятся на стадии сертификации в Apple и будут распространяться бесплатно. 10 января 2012 года вышла версия приложения для iOS (как и было обещано, выложена версия для iPhone, выпуск версии для iPad будет осуществлён позже). Версия для Android обещана к выходу через неделю) и появилась в свободном доступе 18 января 2012 года.
В середине апреля 2012 года стало известно, что студия BeachHead работает над приложением для планшетов, которое не будет являться портом уже существующего приложения для iOS и Android, а будет самостоятельным приложением.
Поддержка игры Call of Duty: Black Ops II добавлена в приложения Call of Duty Elite 14 ноября 2012 года.
13 марта 2013 года приложение Call of Duty Elite становится доступно обладателям смартфонов, работающих под управлением Windows Phone 8.

### Количество подписок
Спустя две недели после выхода игры Call of Duty: Modern Warfare 3 Activision заявила, что было продано 1 млн платных подписок на сервис Call of Duty Elite, порядка 600 тысяч из этих подписок были реализованы через магазины GameStop. Количество бесплатных регистраций при этом достигло отметки в 4 млн подписчиков.
В начале февраля 2012 года, озвучивая результаты прошедшего года, представители Activision сообщили, что в общей сложности в Call of Duty Elite зарегистрировано 7 млн пользователей, из них 1.5 млн оформили платную подписку. При оглашении следующего отчёта в августе 2012 года представлены новые цифры: общее количество регистраций в сервисе достигло 12 млн пользователей, из них платные регистрации составляют 2.3 млн.

### Закрытие сервиса
Сервис закрывается 28 февраля 2014 года (перестают работать веб-интерфейс и мобильные приложения), статистика остаётся доступна в играх, которые поддерживал сервис (Call of Duty: Black Ops, Call of Duty: Modern Warfare 3). Activision объясняет необходимость закрытия сервиса тем, что компания смотрит в будущее, в котором игра и сервисы, подобные Call of Duty Elite постоянно связаны, например, как отдельное мобильное приложение для игроков в Call of Duty: Ghosts.

## Call of Duty Elite в играх серии Call of Duty
Сервис Call of Duty Elite официально поддерживается сериями игр Call of Duty начиная с игры Call of Duty: Modern Warfare 3. Для каждой из игр сервис предоставляет свои возможности.

### Call of Duty: Modern Warfare 2
Вопрос поддержки игры Call of Duty: Modern Warfare 2 официально обсуждался, но поддержка в итоге так и не была осуществлена.

### Call of Duty: Black Ops
Официальной поддержки игры Call of Duty: Black Ops не было, но в период бета-версии сервиса игра поддерживалась и предоставляла неполный набор функций в рамках взаимодействия с игрой. Поддержка в заявленных рамках осталась и после официального запуска сервиса.

### Call of Duty: Modern Warfare 3
Полноценный запуск произведён совместно с релизом Call of Duty: Modern Warfare 3. Представлен весь спектр обещанных платных и бесплатных сервисов:
- поддержка кланов и групп;
- индивидуальные задания;
- клановые операции;
- Elite TV;
- расширенная статистика;
- описание оружия и карт;
- мобильные приложения.

### Call of Duty: Black Ops II
Из утечки информации, которая не была подтверждена официально, стало известно, что обновлённая для запуска игры Call of Duty: Black Ops II версия сервиса позволит:
- получать доступ к статистике сервиса напрямую из игры + сама статистика и, видимо, форма её представления подверглись изменениям;
- совершать межклановые игры и соревнования, которые позволят прокачивать кланы, то есть не нужно будет ждать появления новых операций в Call of Duty Elite;
- организовывать клановые турниры.

В конце августа 2012 года студия пообещала разместить подробности интеграции игры Call of Duty: Black Ops II с сервисом Call of Duty Elite в первую неделю сентября 2012. Редизайн сервиса, произведённый в рамках подготовки к запуску Call of Duty: Black Ops II, выпущен в публичный доступ 26 сентября 2012 года.
В середине октября 2012 года сообщено, что показатели игроков в режиме борьбы с зомби также будут доступны через сервис Call of Duty Elite.
Версия Call of Duty: Black Ops II для Wii U не поддерживает интеграцию с сервисом Call of Duty Elite.

## Оценки аналитиков
1 июня 2011 года аналитик EEDAR Джесси Дивнич (англ. Jesse Divnich) заявил, что по данным их фирмы порядка 10-20 % покупателей игры Call of Duty: Modern Warfare 3 подпишутся на платную часть сервиса Call of Duty Elite, что по его расчёту даст около 2-4 млн подписчиков за 12 месяцев с начала полноценной работы сервиса, и порядка 1,5 млн к концу 2011 года.
После презентации сервиса представители компании Wedbush Securities назвала озвученное Activision предложение крайне заманчивым для пользователей, компания оценила потенциал сервиса Call of Duty Elite в 50 млн долларов США в год в виде прибыли. По оценкам аналитиков Wedbush Securities 1 млн пользователей подпишется на сервис до конца 2011 года, 3 млн до конца 2012 года и 5 млн до конца 2013. Причём в качестве решающего фактора компания определила не ежемесячные выпуски новых карт для многопользовательской игры, а экономия в 10 долларов США в год, которую позволяет достичь платная подписка на Call of Duty Elite.

## Критика и отзывы
Впервые критика от неигрового сообщества в адрес сервиса Call of Duty Elite прозвучала в интервью ресурсу Gamasutra, которое дал ведущий дизайнер студии Zombie Studios Джаред Герритзен (англ. Jared Gerritzen) (стоит заметить, что сами игры серии Call of Duty Джаред назвал восхитительными). Вот несколько отрывков из его интервью:
- «Я не согласен с таким подходом»;
- «Сейчас, если бы они могли, то они бы взяли у вас 60 долларов, потом 20 долларов в месяц за набор карт или даже за одну карту, а потом 9 баксов за возможность закачивать свои видео на YouTube»;
- «У них огромное коммьюнити игроков, почему эти деньги не идут на дальнейшее развитие игры?».

В интервью ресурсу Industry Gamers, опубликованном 16 июня 2011 года, главный исполнительный директор Electronic Arts Джон Ричитиелло (англ. John Riccitiello) высказал своё мнение о сервисе, представленном Activision. Он сказал, что стиль анонса нового сервиса, на его взгляд, был выбран неверно (возможно, речь идёт о том, что не были представлены преимущества платной подписки перед бесплатной), единственное, что играет на руку создателям — анонс был сделан почти за полгода до запуска сервиса (Джон не забыл отметить, что к столь раннему анонсу скорее всего их подтолкнули очень сильные презентации игры Battlefield 3 — Activision нужно было что-то ответить), за это время можно очень многое исправить. Своеобразным ответом на критику послужило интервью Эрика Хиршберга (англ. Eric Hirshberg) ресурсу Gamasutra, в котором он говорит, что отсутствие деталей о сервисах Call of Duty Elite связано с тем, что в первую очередь система разрабатывается для внедрения в игру Call of Duty: Modern Warfare 3, которая до сих пор находится в разработке и многопользовательский режим которой также находится в стадии дизайна. Хиршберг возлагает большие надежды на процесс бета-тестирования сервиса, в ходе которого планируется дополировать функционал.
После официальной презентации всех сервисов Call of Duty Elite ресурс VG247 выступил с критикой к предлагаемой Activision модели подписки. Даже без наличия данного сервиса в игровом мире Call of Duty существуют разные слои пользователей: с 2010 года компания Microsoft обладает эксклюзивным правом на выпуск новых карт для своих консолей раньше всех других платформ, срок действия договора — 3 года. Теперь в игру включаются пользователи Call of Duty Elite, внося ещё большую неразбериху в то, кто и когда получает обновления, так как платную подписку могут приобрести и пользователи консоли Playstation 3, и пользователи Xbox 360, у которых обновления должны и так появляться на месяц раньше чем у всех остальных. В середине сентября 2011 года менеджер по связям с общественностью студии Infinity Ward Роберт Боулинг (англ. Robert Bowling) сообщил, что он не в курсе, каким образом эта ситуация будет решаться, этим занимаются отдельные люди в Activision.
В начале декабря 2011 года CEO Take-Two Interactive Штраус Зельник (англ. Strauss Zelnick), выступая на конференции UBS Media and Communications Conference, высказал своё мнение о сервисах подобных Call of Duty Elite. Зельник сказал, что он на данный момент не видит смысла в таких сервисах. Цитата: «Я достаточно скептически отношусь к таким вещам».
С выходом первого дополнения для владельцев платной подписки Call of Duty Elite поднялась очередная волна критики: оказалось, что новые карты доступны только из под того аккаунта, на который оформлена платная подписка на сервис, а под другими аккаунтами (даже на той же консоли) карты недоступны. Сообщения об этом размещены на официальном форуме игры. Официальный комментарий получен от Роберта Боулинга днём позже на официальном форуме игры, в нём представитель студии Infinity Ward сообщает, что данное поведение не было запланировано и будет выпущено обновление, которое исправит эту ошибку.

## Дополнительный контент
В начале августа объявлено, что актёры сериала «Замедленное развитие» Джейсон Бэйтман (англ. Jason Bateman) и Уилл Арнетт (англ. Will Arnett) подготовят для сервиса Call of Duty Elite оригинальный видео-контент. Будет ли он доступен на бесплатной основе или на платной — не уточнено. 6 июня 2012 года объявлено, что комедийное шоу Бейтмена и Арнетта будет называться Cocked Hammers и доступно для обладателей платной подписки Call of Duty Elite. Одновременно с объявлением о начале шоу выложен дебютный трейлер.
Рассказывая об идее создания подобного шоу Уилл Арнетт рассказал, что идея возникла после того, как Бэйтман и Арнетт играли в одну из игр Call of Duty с Томом Часберсом и заметили, что во время процесса они больше уделяли внимание шуткам и взаимным оскорблениям, чем самой игре. Идея как раз состоит в том, чтобы показать, что игроки говорят и как себя ведут во время игры. Интересным фактом является то, что работа над доведением идеи до ума и воплощением её в жизнь ведётся с 2010 года. Помимо Бейтмена и Арнетта над созданием шоу работают Джастин Теру и Питер Джайлс.